# Wilson Seiwari
Wilson Seiwari (ur. 16 lipca 1973) – nigeryjski zapaśnik walczący w stylu wolnym. Olimpijczyk z Pekinu 2008, gdzie zajął osiemnaste miejsce w kategorii 120 kg.
Mistrz igrzysk afrykańskich w 2007 i trzeci w 2003. Złoty medalista mistrzostw Afryki w 2008 roku.
- Turniej w Pekinie 2008

Przegrał ze Słowakiem Dawidem Musulbiesem i odpadł z turnieju.